# Ha desaparecido un pasajero
Ha desaparecido un pasajero es una película española de género thriller-policíaco estrenada en 1953, coescrita y dirigida por Alejandro Perla y protagonizada en los papeles principales por Rafael Durán, María Rivas y Mario Berriatúa.

## Sinopsis
Un ganster huye en paracaídas de un avión comercial. Al llegar el vuelo a Barcelona, las sospechas de la policía recaen sobre una pasajera llamada Regina.

## Reparto
- Rafael Durán como Inspector Torres
- María Rivas como Régina
- Mario Berriatúa como Agente
- Ramón Elías como Ganster
- Santiago Rivero como Ganster
- Lina Yegros como La madre
- Carmen Sánchez como Ciudadana
- Manuel Monroy
- Valeriano Andrés
- Manuel Arbó
- Xan das Bolas
- Beni Deus
- Antonio Ferrandis
- Milagros Leal
- Otto Sirgo
- Salvador Soler Marí
- Aníbal Vela